# Theresienstadti koncentrációs tábor

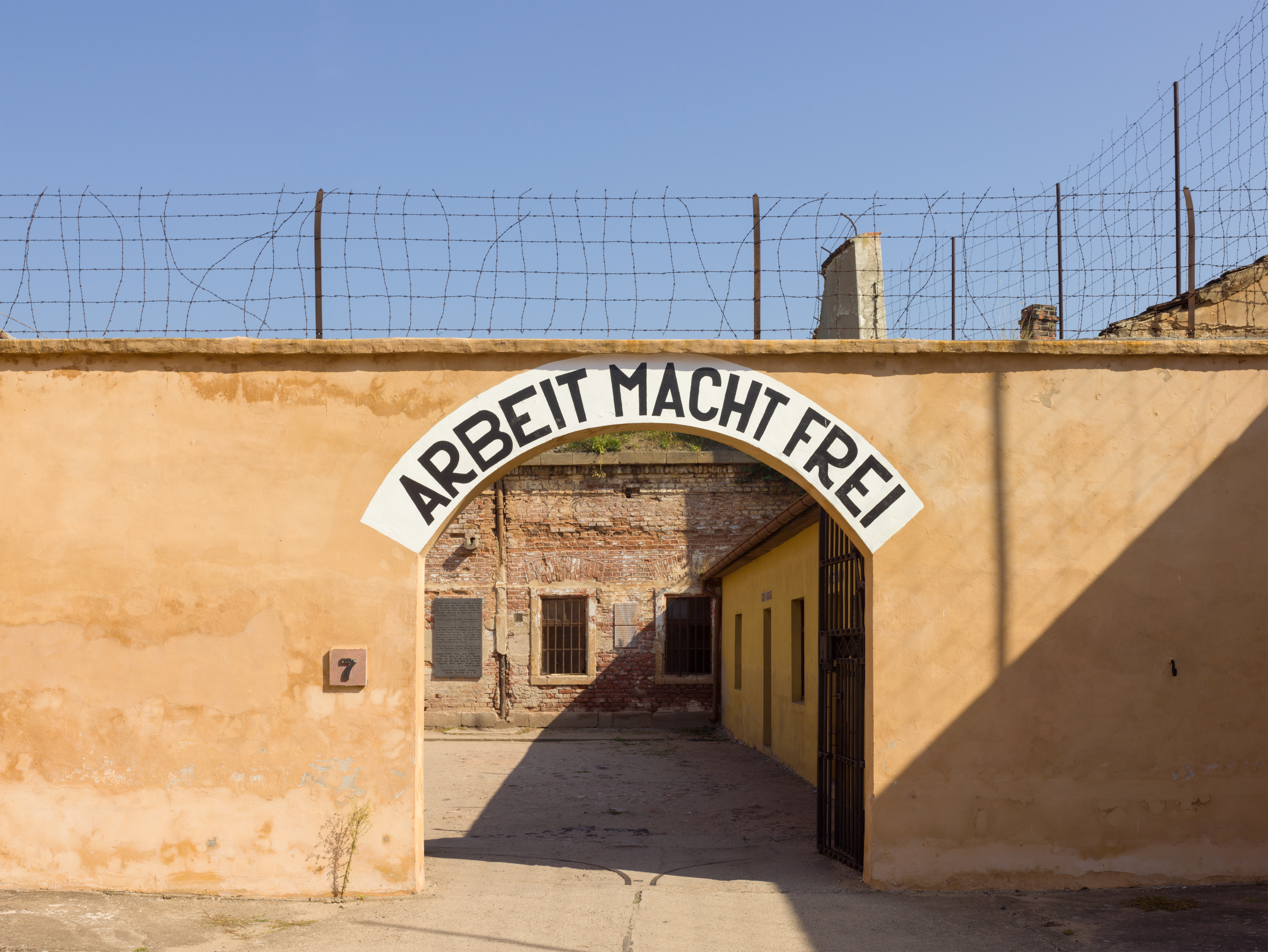
A láger bejárata a megszokott felirattal

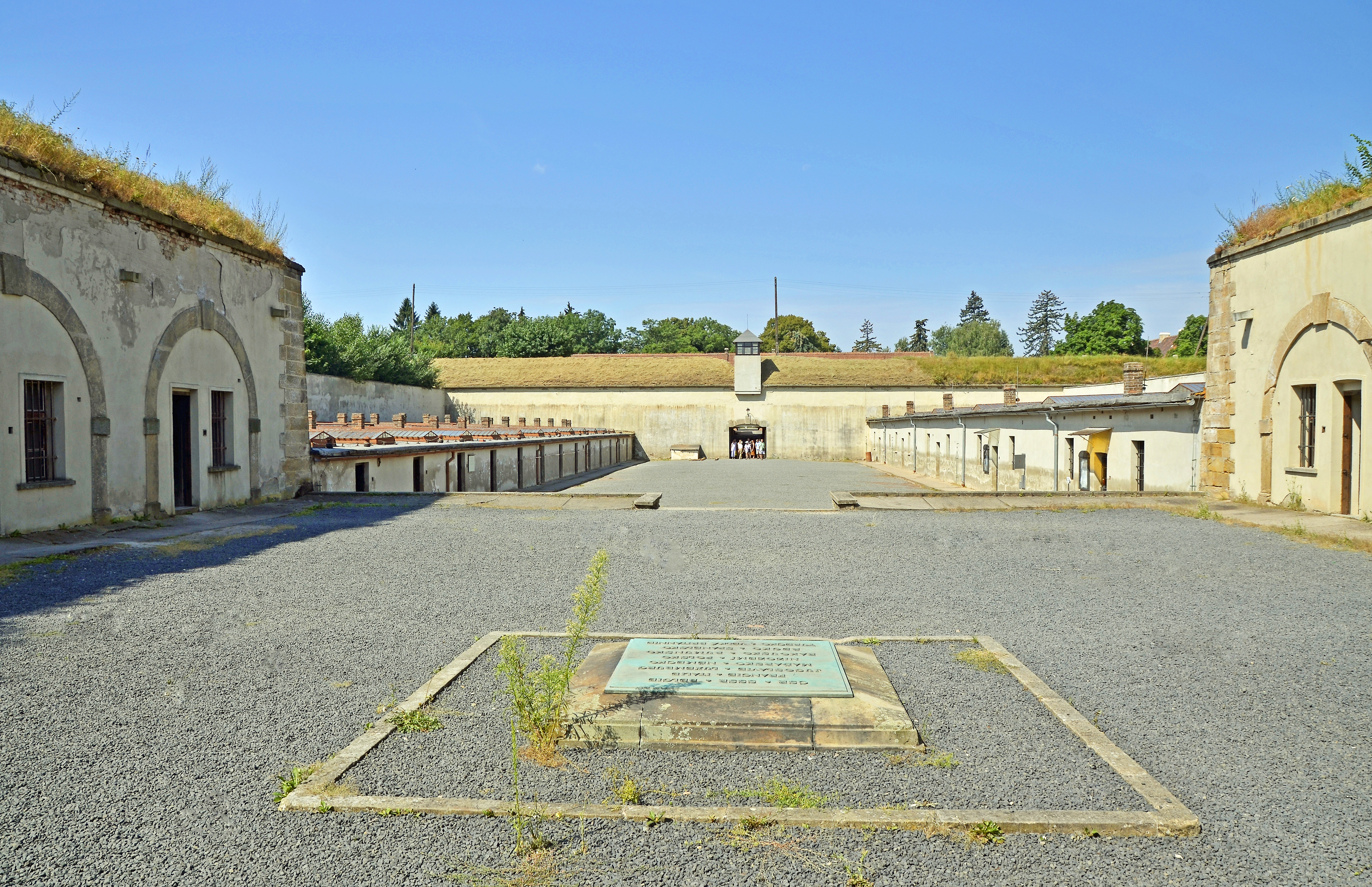
A láger egy részlete ma, előtérben emlékművel

A theresienstadti koncentrációs tábor a mai Terezín cseh város területén működő német elkülönítő tábor volt a második világháború idején.

## Története
1939 márciusában a Harmadik Birodalom megszállta Csehszlovákia egy részét, a Szudétavidéket Németországhoz csatolták, Csehország Cseh–Morva Protektorátus néven bábállamként működött tovább. 1940-ben a Gestapo átépítette a theresienstadti kis várat – Kleine Festung – és ismét börtönként hasznosították. A város (Nagy vár) zsidó gettó lett. Itt akarták összegyűjteni a mintegy 80 000 csehországi zsidót. Válogatott művészekből egy mintavárost (Mustersiedlung) akartak létrehozni, amely a világ közvéleménye előtt bizonyítja, milyen humánusan bánnak a zsidókkal. A háború végéig ez az  abszurd kettősség jellemezte a várost: az embertelen bánásmód és a kedvezmények.
A várost a zsidó Vének Tanácsa (Ältestenrat) irányította – az SS felügyeletével. A legtöbb theresienstadti művész zenész volt. A viszonylag gazdag kulturális életet jól lehetett mutogatni a külföldnek. Rudolf Freudenfeld például becsempészhette magával a Brundibár zongoraátiratát, a mai napig fennmaradtak a gettóban keletkezett versek, képek, zeneművek, melyeket volt lehetőségük eldugni az SS elől. Ez volt az egyetlen hely a Harmadik Birodalomban, ahol a zsidók előadáson vehettek részt és zenét írhattak, egyáltalán kulturális tevékenységet folytathattak.
1942 folyamán az 1940 előtt ott élt lakosokat kitelepítették, 1941. november 24-étől folyamatosan érkeztek az ide deportált zsidók. Előbb csak csehek, később már mások is. Egy részüket időnként marhavagonokban továbbvitték (vagy erőltetett menetben elhajtották) Lengyelország, a balti országok vagy a Szovjetunió meghódított területén található koncentrációs táborokba. A város lakossága (amely tizenegy laktanyaépületben élt) időnként elérte az 58 000 főt – egy akkora helyen, ahol azelőtt hétezren éltek.
1944 szeptemberétől gyorsan hanyatlott a kulturális élet Theresienstadtban, bár valami kevés mindvégig megmaradt. 1944 őszén elvitték a legtöbb kulturális vezetőt. Hans Krását, a 940-es számú foglyot 1944. október 16-án küldték Auschwitzba. Becslések szerint 1941-től 1945-ig 144 000 zsidót küldtek ide, ebből 33 000-en haltak meg itt, 88 000-en haláltáborokban. A kevés túlélő közé tartozik például Leo Bäck, a híres német rabbi, Karel Ančerl, aki az ötvenes-hatvanas években vezényelte a cseh szimfonikusokat, Hanus Thein és Karel Berman, a cseh Nemzeti Színház vezető énekesei.
A terezíni láger nem megsemmisítő tábor volt, hanem munkatábor, az egykori erőd csaknem harminc kilométernyi kazamatarendszerében a Harmadik Birodalom egyik legnagyobb és legfontosabb hadiüzeme működött. Egyebek között hasítottak itt csillámpalát, gyártottak V–1 és V–2 alkatrészeket. A szövetségesek egészen 1944 nyaráig nem tudtak erről, s mivel a várost „nyílt városnak”, gettóját pedig „a civil elítéltek mintatáborának” nyilvánították, egyetlen légitámadást sem intéztek a város ellen.
Goebbels 1944-ben elrendelte, hogy a theresienstadti „zsidóparadicsomot” fényképekkel és filmmel dokumentálják. A film címe: Theresienstadt – ein Dokumentarfilm aus dem jüdischen Siedlungsgebiet, (Theresienstadt – dokumentumfilm a zsidók településéről). A filmet a háború befejezése után kezdték el a következő címmel emlegetni: „Der Führer schenkt den Juden eine Stadt” (A Führer várost ajándékoz a zsidóknak). A film céljainak kiválóan megfelelt a Brundibár gyermekopera, hiszen az előadás félórája alatt a szereplők és a nézők „boldogok” voltak, még „szerepet” sem kellett játszaniuk, tehát jól lehetett mutogatni a nagyvilágnak, hogy milyen vígan élnek a zsidók a gettókban.
Zuzana Justman Gyermekhangok (Voices of the Children) című Emmy-díjas dokumentumfilmje is tartalmaz ebből a filmből olyan részletet, melyben a Brundibár előadása látható (Zuzana Justman is énekelte a Brundibárt a gettó gyermekkórusában).
A filmet 1944. február 26-án kezdték el forgatni, majd hosszabb szünet után augusztus 16. és szeptember 11. között forgatták 11 napon át. A 90 perces film azóta sincs meg. 38 részlet található belőle a világ különböző archívumaiban, de ezekben is van átfedés.
1944. június 23-án látogatta meg először a Nemzetközi Vöröskereszt a gettót. Itt megláthatták, hogy a zsidók gazdag kulturális életet élnek, sportolnak, kapnak rendes orvosi ellátást stb. A díszletekre és a jelmezekre is adtak pénzt. A nap tiszteletére kitakarították a gettót, boltokat és kávéházakat nyitottak, rendes adag ennivalót és civil ruhát kaptak. Előzőleg a legrosszabb bőrben levő embereket elküldték Auschwitzba, hogy ne rontsák a képet és hogy csökkentsék a zsúfoltságot. A Vöröskereszt fiatal és gyakorlatlan képviselője utána jelentette, hogy nem látta jelét annak a népirtásnak, amit az egész világon rebesgetnek. A filmből néhányszor vetítettek részleteket a Vöröskereszt, a Vatikán és humanitárius szervezetek képviselőinek, még 1945 áprilisában is.
Theresienstadtot 1945. május 11-én foglalták el a szovjet csapatok.
A terezíni gettóban 1941–45 között tízezer gyerek raboskodott, közülük körülbelül nyolcszázan élték túl a háborút (más források szerint 5–16 ezerből 1000–1600 gyerek élte túl.)
A gettó összetétele származási ország szerint
|                                       | (ezer fő) |
| ------------------------------------- | --------- |
| Csehország (Cseh-Morva Protektorátus) | 74        |
| Németország                           | 43        |
| Ausztria                              | 15        |
| Hollandia                             | 5         |
| Szlovákia                             | 1,4       |
| Lengyelország                         | 1,3       |
| Magyarország                          | 1,1       |
| Dánia                                 | 0,5       |

Theresienstadt híres áldozatai:
- Josef Beran (1888-1969), Prága érseke
- Rudolf Karel (1880-1945), cseh zeneszerző
- Karel Kosík (1926-2003), filozófus–író
- Martin Finkelgruen (?–1942. december 10.)
- Benno Wolf (1871-1943), jogász, természetvédő, barlangász

## Számonkérés
A háború után több személyt is bíróság elé állítottak a koncentrációs táborban elkövetett bűncselekmények miatt. 1946-ban Bécsben a helyi népbíróság (Volksgericht) elé állították a tábor első parancsnokát, Siegfried Seidlt, akit háborús bűncselekmény miatt halálra ítéltek és 1947. február 4-én kivégeztek. A tábor második parancsnokát, Anton Burgert a prágai népbíróság ítélte halálra, távollétében, míg a harmadik parancsnokot, Karl Rahmot szintén Prágában ítélték halálra és 1947 áprilisában kivégezték.